# Death Magnetic
Death Magnetic é o nono álbum de estúdio da banda de heavy metal Metallica, lançado em 12 de setembro de 2008 pela Warner Bros Records. Esse álbum é considerado o "retorno" da banda às velhas origens que pela primeira vez em 20 anos não eram ouvidas desde o álbum ...And Justice for All, lançado em 1988, tendo mais pitadas e influências de thrash metal do que se comparado aos álbuns anteriores.[carece de fontes?]
É o primeiro disco com a participação integral do atual baixista Robert Trujillo, bem como o primeiro a ser produzido por Rick Rubin. Death Magnetic é também o primeiro álbum de estúdio da banda a ser lançado pela Warner Bros Records, embora eles ainda continuam com a Warner Music Group, que também possui sua marca anterior, Elektra Records. Fora da América do Norte, são distribuídos pelo Universal Music Group, eles permanecem com contrato assinado com a Vertigo Records no Reino Unido. Este é o álbum de estúdio da banda que pela quinta vez consecutiva, estreia no número um da Billboard 200 nos Estados Unidos, tornando os Metallica a primeira banda a atingir um número consecutivo cinco estreias.
 Em 2015, um estudo feito pela Production Advice, revelou que Death Magnetic é o álbum com o som mais alto de todos os tempos.

## Produção

### Processo de Escrita
James Hetfield, vocalista do Metallica, revelou que a banda tinha criado um novo material durante as sessões de estúdio, mas que não havia nenhuma menção de planos para um nono álbum na época. Em outubro de 2004, a banda já havia compilado quase 50 horas de som, com centenas de riffs, progressões harmônicas e linhas de baixo. Em 30 de setembro de 2004, a Launch Radio revelou em uma entrevista com a banda que James Hetfield esperava retornar ao estúdio na primavera de 2005 para começar a gravar seu nono álbum, pela Warner Bros Records.
Em 10 de março de 2006, foi noticiado que a banda estava planejando usar os seguintes seis meses para escrever material para o álbum, e os dois meses anteriores já tinham sido gastos para escrever músicas. Lars Ulrich também declarou que a banda tocava e conviviam em bom ambiente, diferente do período de gravação do St. Anger. Em 6 de abril, Lars Ulrich revelou que a banda havia composto "seis a sete" sons, (exceto vocal), a partir dos resultados das fitas de gravação dos riff durante as pré-séries do "Madly in Anger" com o "World Tour". Ele também disse que neste ponto, o material novo da banda foi uma reminiscência de "old school" Metallica, e que certamente não seria como uma continuação do seu antecessor, St. Anger. Em 20 de maio de 2006, Kirk Hammett revelou que a banda tinha 15 canções escritas e estavam escrevendo, em média, duas a três canções por semana. James Hetfield também elogiou o produtor Rick Rubin e seu estilo de produção, ao dar liberdade a banda e mantendo pouca pressão, apesar das sessões, por vezes, tornarem-se momentaneamente sem foco. Em 27 de maio, o Metallica atualizou seu site com um vídeo e informações sobre o álbum. Lars Ulrich, que liderou o vídeo, disse sobre o novo álbum:
| “ | Se você está no estúdio, todo mundo presume que você está gravando ou fazendo um disco. Da última vez, não houve uma separação real entre o processo de composição e o processo de gravação. Com o St. Anger, ninguém trouxe nada ou ideias pré-gravadas; era só inventar na hora, viver o momento. Então, desta vez, estamos fazendo exatamente o que fizemos em todos os outros álbuns: primeiro compondo, depois gravando. A única diferença é que estamos compondo onde gravamos. Então, estamos compondo aqui na sede, porque esta é a nossa casa, estamos compondo no estúdio. | ” |

### Processo de Gravação
Em 1 de Janeiro de 2007, Lars Ulrich declarou em uma entrevista que seria difícil conceber o álbum como fizeram em seus discos antes de trabalharem com o ex-produtor Bob Rock, que escrevia muitas músicas, e em seguida, entrava em estúdio para gravá-las. Ele também citou o atual produtor Rick Rubin dizendo que não queria que eles iniciassem o processo de gravação até que cada música que eles estavam criando estivessem 100 por cento do prontas.
Em 5 de março, Ulrich revelou que a banda tinha diminuído o número de canções de 25 para 14, e que eles iriam começar a gravar as 14 canções na semana seguinte. Ele também expandiu no estilo Rick Rubin de produção, dizendo
| “ | "Rick's big thing is to kind of have all these songs completely embedded in our bodies and basically next Monday, on D-Day, just go in and execute them. So you leave the creative element of the process out of the recording, só you go in and basically just record a bunch of songs that you know inside out and upside down, and you don't have to spend too much of your energy in the recording studio creating and thinking and analyzing and doing all that stuff. His whole analogy is, the recording process becomes more like a gig — just going in and playing and leaving all the thinking at the door." | ” |

Em 14 de março, o site oficial da banda divulgou um comunicado: "Metallica deixou o conforto de HQ esta semana e irá descer sobre a maior área de Los Angeles para começar a gravar seu nono álbum de estúdio. Esta é a primeira vez que a banda gravou fora da área da baía, uma vez que passou um tempo no "One-on-One", o estúdios de gravação "The Black Album" em 1990 e 1991". Isto foi confirmado em 24 de julho de 2008 em Mission: Metallica, com um vídeo mostrando a superfície da tripulação que se deslocava em Sound City Studios.
Em 4 de junho, o baixista Robert Trujillo revelou que a banda selecionou parcelas de duas novas canções, para estrearem elas em Berlim e em Tóquio.
A banda espera ter o trabalho finalizado em outubro ou novembro, prevendo que o álbum seria lançado em fevereiro de 2008. Ele também revelou que as canções eram longas, como nos tempos antigos da banda.
Em 2 de fevereiro de 2008, de acordo com Sterlingsound.com, foi descoberto que Ted Jensen da Sterling Sound Studios estaria dominando o novo registro. Segundo o Blabbermouth.net e de outras fontes, Greg Fidelman, que serviu como um engenheiro de som, também havia sido contratado para mixar o disco.
Ulrich confirmou, em 15 de maio de 2008 que o Metallica gravou 11 músicas para o Death Magnetic, apesar de apenas 10 aparecem no álbum devido às limitações do meio físico. A  11ª canção, intitulada "Shine", foi uma canção que Hetfield definiu como "em torno de um tipo de Layne Staley, um mártir do rock & roll magnetizado pela morte".
Algumas canções inéditas de Death Magnetic, como Shine (Just A Bullet Away), Game (Hate Train), Hell And Back e The Rebel of Babylon foram deixadas de lado e não saíram junto com o disco e acabaram saindo em outro disco, o "Beyond Magnetic" em 2011.

### Título do álbum
O guitarrista Kirk Hammett desempenhou um papel na inspiração do título, quando ele trouxe uma foto de Layne Staley membro falecido da banda  Alice in Chains, para o estúdio onde o Metallica estava gravando e disse: "A imagem ficou lá por um longo tempo", "Eu acho que mexia com James."  Querendo saber por que alguém com tal talento escolheria esse caminho, Hetfield começou a escrever uma canção baseada em suas perguntas ("Shine"):
| “ | "Death Magnetic, at least the title, to me started out as kind of a tribute to people that have fallen in our business, like Layne Staley and a lot of the people that have died, basically — rock and roll martyrs of sorts. And then it kind of grew from there, thinking about death… some people are drawn towards it, and just like a magnet, and other people are afraid of it and push. Also the concept that we're all gonna die sometimes is over-talked about and then a lot of times never talked about — no one wants to bring it up; it's the big white elephant in the living room. But we all have to deal with it at some point" | ” |

A faixa "My Apocalipse", segundo Kirk Hammett foi fortemente indiciada para ser o título do álbum, assim como "Songs of Suicide and Forgiveness".

## Lançamento
Em janeiro de 2008, uma falsa informação noticiou que o álbum seria adiado até Setembro de 2008, mas o fato foi rapidamente negado pelo Metallica, que argumentaram que o álbum não tinha uma data definida de lançamento, portanto não poderia ser "atrasado". O álbum, que teoricamente seria lançado  em 10 de agosto de 2008, foi lançado em 12 de setembro de 2008 e impresso em uma variedade de pacotes diferentes.
Em 2 de setembro, uma loja de discos francesa começou a vender cópias de Death Magnetic, quase duas semanas antes de sua data de lançamento agendada em todo o mundo, que resultou num lançamento prematuro do álbum, disponível a clientes peer-to-peer. Isto levou o distribuidor da banda no Reino Unido, Vertigo Records, a lançar o álbum oficialmente dois dias antes do previsto, em 10 de setembro. Hoje é confirmado se o Metallica ou a Warner Bros iram tomar uma ação contra a agência, embora o baterista Lars Ulrich, que foi questionado sobre o vazamento em uma estação de rádio de São Francisco respondeu:
| “ | "We're ten days from release. I mean, from here, we're golden. If this thing leaks all over the world today or tomorrow, happy days. Happy days. Trust me. Ten days out and it hasn't quote-unquote fallen off the truck yet? Everybody's happy. It's 2008 and it's part of how it is these days, so it's fine. We're happy." | ” |

E mais tarde, no USA Today:
| “ | "By 2008 standards, that's a victory. If you'd told me six months ago that our record wouldn't leak until 10 days out, I would have signed up for that. We made a great record, and people seem to be getting off on it way more than anyone expected." | ” |

Em 15 de setembro de 2008, após um revisor sueco diário admitiu que preferia um download ilegal de Death Magnetic do que o lançamento oficial, uma entrevista agendada foi devidamente cancelado pela Universal Music na Suécia. Seu presidente, Per Sundin disse:
| “ | "The reviewer is referring to a BitTorrent where someone has altered the original songs. The reviewer explains exactly where one should go in order to download the file that totally infringes on a copyright. It's not only an illegal file, but an altered file. The reviewer also writes that this is how the album should have sounded. File-sharing of music is illegal. Period. There's nothing to discuss. That fact – that Sydsvenskan has a writer that has downloaded this music illegally and then makes mention of an illegal site in his review – is totally unacceptable to us." | ” |

No dia do lançamento da estreia mundial de Death Magnetic, a rádio broadcast "FMQB", foi ouvida em mais de 175 estações em todo os Estados Unidos e Canadá. O programa ao no Metallica HQ, destaca os quatro membros do Metallica conversando com o vocalista do Foo Fighters, Dave Grohl e o baterista Taylor Hawkins. Originalmente programado para uma transmissão de 90 minutos, o show terminou após duas horas.

### Mission: Metallica
- Experience 2

Download digital do Death Magnetic em 320 kbit/s, dois shows ao vivo, duas horas adicionais de exclusivo "making of" footage, 250 fotos. Também inclui o exclusivo "Mission: Metallica" - filmagens da escrita e gravação de Death Magnetic, bem como riffs e trechos dela, fotos exclusivas e faixas ao vivo.
- Experience 3

Uma cópia física de Death Magnetic
- Experience 4

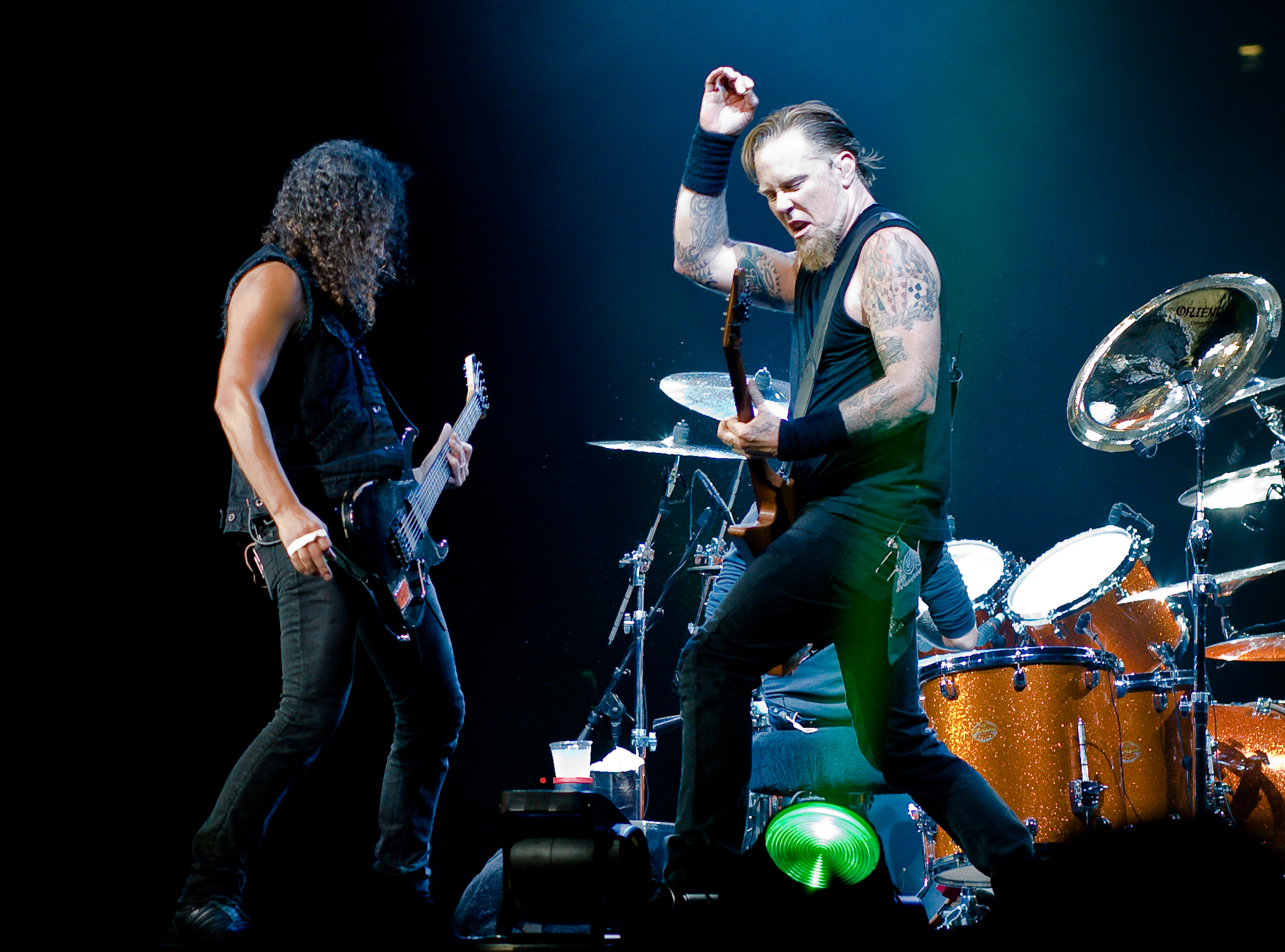
Kirk Hammett e James Hetfield a actuar em Londres (2008).

Um box de 180 gramas com 5 cinco discos de vinil, com cinco mangas individuais e a litografia Mission:Metallica. Inclui também os extras experience 2 e 3. Este conjunto foi limitado a 5.000 cópias.
- The Box Magnetic

Um Caixão Branco, numa edição de colecionador, que inclui um CD Death Magnetic numa caixa de cartão especial, um CD adicional com 10 demos das músicas do álbum, intitulada "Demo Magnetic", um DVD do adicional "making of" footage não visto em Mission: Metallica, uma camiseta exclusiva com o logotipo Death Magnetic, uma bandeira, palhetas, um passe de fase para trás, um adesivo para fora do caixão em forma de poster com os membros do Metallica, e um cartão de crédito com um código para o download gratuito de uma performance na Europa em setembro. Este conjunto foi limitada a 2.000 exemplares.

### Primeiras Execuções
Durante a turnê "Escape from the Studio '06", a banda estreou duas músicas. "The New Song" estreou na perna europeia em Berlim, Alemanha em 6 de junho de 2006 (2006/06/06). A canção, como é realizada, é de aproximadamente oito minutos de duração. O título foi dado com rumores a ser "Death Is Not the End" como repetidamente Hetfield canta a linha em toda a canção. Esta canção iria aparecer novamente em múltiplos vídeos "Fly on the Wall" sobre o Mission: Metallica website, mostrando a banda parcialmente através da gravação da canção, como observou o andamento mais lento e a falta de letras. "The Other New Song" estreou em 12 de agosto de 2006, em Tóquio, Japão, e é muito mais curto, tendo apenas abaixo de quatro minutos para executar. Para a surpresa dos fãs, o Metallica tocou "The Other New Song" mais uma vez em 29 de junho de 2007, em Bilbau, Espanha. Embora nem do "New Songs" aparecem no álbum sozinhos, "The End of the Line" e "All Nightmare Long" contêm elementos de "The New Song".
Em 9 de agosto de 2008, o Metallica estreou a faixa primeiro álbum, "Cyanide", no Ozzfest, em Dallas, Texas, e foi realizado novamente em 20 de agosto de 2008, em Dublin, Irlanda.  Em 22 de agosto de 2008, no Festival de Leeds, que estreou o primeiro single, "The Day That Never Comes.

## Recepção
| Críticas profissionais | Críticas profissionais |
| Avaliações da crítica  | Avaliações da crítica  |
| Fonte                  | Avaliação              |
| ---------------------- | ---------------------- |
| Allmusic               | link                   |
| Blabbermouth.net       | link                   |
| Blender                | link                   |
| Entertainment Weekly   | (B+) link              |
| The Guardian           | link                   |
| IGN                    | link                   |
| Pitchfork Media        | (4.9/10) link          |
| Pop Matters            | link                   |
| Rolling Stone          | link                   |

Em uma entrevista de 2007 com a Rolling Stone, o baterista do Velvet Revolver, Matt Sorum descreveu suas impressões sobre as canções inacabadas:
| “ | Lars é um grande amigo meu. Ele me mostrou as demos de São Francisco, e eu me virei pra ele e disse, 'masterize esse troço e está feito'. É ridículo. As demos estavam demais. Canções de oito minutos, todas aquelas mudanças de tempo, muito rápido. É tipo, 'cara, não desacelere quando envelhecer, mas acelerar?! Como vocês vão tocar isso ao vivo?', e Lars e eu farreamos a noite toda, e ele tinha que ir para o estúdio no dia seguinte e gravar aquela estúpida canção de nove ou dez minutos, e eu estava rindo dele — ele havia me mostrado a demo e a bateria era muito, muito rápida. Eu liguei pra ele e perguntei 'cara, como você está se sentindo?', e ele disse 'cara, estou quebrado, eles estão gravando tudo, sem porcaria de Pro Tools, ao vivo, sem metrônomo'. | ” |

O primeiro single do álbum, "The Day That Never Comes", foi descrito como a faixa mais pessimista sobre o álbum. E é dito ser uma reminiscência de "One", onde a banda conquistou seu primeiro Grammy, Rock Sound também o comparou com os gostos do Thin Lizzy. A banda abandonou o solo de uma abordagem livre que eles seguiram em St. Anger, retornando ao complexo, multi-camadas e modalidades, tais como aqueles encontrados tipicamente na faixa do quarto álbum …And Justice for All.
Death Magnetic tem sido elogiada pelos fãs como pela crítica como um retorno do Metallica depois de amplamente criticado St. Anger. "Thrash Hits" foi um dos primeiros sites, além de "The Quietus" a comentar sobre Death Magnetic, sugerindo que "é uma grande melhoria desde o álbum St. Anger de 2003". "Metal Hammer" fez notar em "Death Magnetic os riffs foram afiados e mais incaracterísticos, e compara o som da banda ao longo destes seis faixas de outras bandas como Slayer, Led Zeppelin e até Rage Against the Machine". O Baterista do Dream Theater, Mike Portnoy elogiou o álbum, bem como dizendo: "Death Magnetic de mãos para baixo é o melhor álbum de Metallica em 20 anos. Este é o CD que eu estive esperando por eles para fazer uma vez … And Justice for All, polegares e até eles para fazer a primeira Metallica real instrumental em 20 anos desde 'To Live Is to Die'. Bem-vindo de volta, rapazes."
Análises para o álbum foram na sua maioria positivas. O revisor da Allmusic, Stephen Thomas Erlewine deu ao álbum 4 de 5 estrelas, afirmando que o álbum é como "ouvir sons como Metallica Metallica de novo". Outras opiniões positivas provenientes de publicações como "The Guardian", que dizem que o álbum é "o material mais forte da banda ter escrito, em 20 anos ", e "Uncut", declarando que" como todos os melhores álbuns de rock pesado, ele suspende sua descrença, exige a sua atenção e se conecta diretamente com seu adolescente interior. "

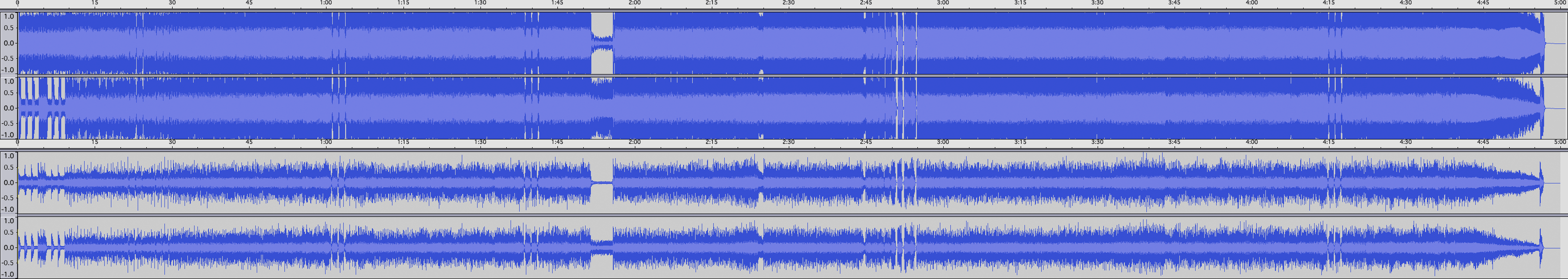
Comparação da canção "My Apocalipse" lançado no CD (muito comprimido) com o áudio incluído no jogo Guitar Hero (com melhor dinâmica)

### Crítica sobre a produção
A produção do álbum Death Magnetic foi duramente criticada pelo excesso de compressão utilizada no áudio. O álbum é tido como uma das maiores vítimas da chamada loudness war — uma prática das gravadoras que tenta deixar o áudio no volume mais alto possível, para isso sacrificando a qualidade do produto final. Uma matéria no The Guardian chega a aconselhar os fãs a comprarem o jogo Guitar Hero ao invés do álbum em si.
Fãs chegaram a organizar uma petição pedindo uma remixagem do álbum. O documento bateu 21 mil assinaturas em 26 de novembro de 2009.

## Vendas e Impacto
Death Magnetic estreou em primeiro lugar na Billboard 200, vendendo 490.000 cópias em apenas três dias de disponibilidade. É álbum de estúdio da banda pela quinta vez consecutiva, a estreia no número um, fazendo do Metallica a primeira banda a ter cinco lançamentos de álbuns de estúdio consecutivos desde a estreia do número um. O álbum também teve a maior primeira semana de vendas de qualquer álbum do Metallica desde 1996, no álbum Load.
Segundo a "Billboard Magazine", em 27 de setembro de 2008, Death Magnetic desembarcou no número um os seguintes dez cartas: Billboard Top 200, Billboard Comprehensive Albums, Top Rock Albums, Top Hard Rock Albums, Top Modern Rock / Alternative Albums, Top Digital Albums, Top Internet Albums, Top Europeu Albums, Tastemakers e Hot Mainstream Rock Tracks ( "The Day That Never Comes"). O álbum ficou no número um por três semanas consecutivas no Billboard 200. O álbum passou 50 semanas consecutivas no Billboard 200. Internacionalmente, o álbum alcançou o número um em 34 países, incluindo a Irlanda, Reino Unido, Canadá e Austrália.
Segundo o "The Rock" (uma estação de rádio de Nova Zelândia) se tornou o álbum de platina no primeiro dia de seu lançamento na Nova Zelândia. Além disso, cerca de 60.000 cópias foram vendidas digitalmente, tornando-estreia no número um do Álbum Digital gráfico. O álbum estreou em um número oficial de álbuns no Reino Unido gráfico depois de apenas três dias de disponibilidade, vendendo 75.164 cópias. O álbum manteve-se em número um durante duas semanas e já vendeu mais de 150.000 exemplares até à data. No Canadá, Death Magnetic foi o número um álbum por quatro semanas consecutivas, trazendo suas vendas totais de 240.000 unidades vendidas e ficou certificado 3x platina.
Na Austrália, Death Magnetic é o álbum mais vendido de 2008, vendendo 55.877 cópias em sua primeira semana de lançamento. Foi o maior recorde de venda da Austrália em uma semana desde o vencedor do Journey Australian Idol, Damien Leith's, em Dezembro 2006. O mesmo sucesso se repetiu na Alemanha, onde álbum também se tornou o álbum mais vendido de 2008. Nos primeiros três dias de lançamento do álbum, Death Magnetic vendeu mais de 100.000 cópias e foi disco de platina. Segundo os relatórios, Death Magnetic é superando concorrentes na Rússia e Turquia, dois países que não têm uma parada de álbuns oficiais 
Na Finlândia, durante a segunda semana de Janeiro de 2009, Death Magnetic saltou de dezoito pontos de volta para o número 1 em nas paradas do país dentro de uma semana. Em janeiro de 2009, o álbum vendeu mais de 4 milhões de cópias. Em 2010 vendeu mais de 7 milhões.

## Faixas
Todas as letras escritas por James Hetfield. Músicas compostas por Metallica.
| N.º            | Título                     | Duração |  |
| 1.             | "That Was Just Your Life"  | 7:08    |  |
| 2.             | "The End of the Line"      | 7:52    |  |
| 3.             | "Broken, Beat & Scarred"   | 6:25    |  |
| 4.             | "The Day That Never Comes" | 7:56    |  |
| 5.             | "All Nightmare Long"       | 7:57    |  |
| 6.             | "Cyanide"                  | 6:39    |  |
| 7.             | "The Unforgiven III"       | 7:46    |  |
| 8.             | "The Judas Kiss"           | 8:00    |  |
| 9.             | "Suicide & Redemption"     | 9:57    |  |
| 10.            | "My Apocalypse"            | 5:01    |  |
| Duração total: | Duração total:             | 74:48   |  |

## Integrantes

### Metallica
- James Hetfield – Vocal, guitarra rítmica e piano na faixa The Unforgiven III
- Lars Ulrich – bateria
- Robert Trujillo – baixo
- Kirk Hammett – guitarra solo

### Integrantes Adicionais
- David Campbell - Orquestração em "The Unforgiven III"

### Produção
- Rick Rubin – produtor
- Greg Fidelman – mixagem, gravação
- Andrew Scheps – mixagem
- Mike Gillies – gravação extra
- Ted Jensen – masterização

## Desempenho nas paradas musicais

### Singles
| Single                     | Tabela                                    | Posição |
| -------------------------- | ----------------------------------------- | ------- |
| "The Day That Never Comes" | U.S. Billboard Hot 100                    | 31      |
| "The Day That Never Comes" | U.S. Billboard Hot Mainstream Rock Tracks | 1       |
| "The Day That Never Comes" | U.S. Billboard Hot Modern Rock Tracks     | 5       |
| "The Day That Never Comes" | U.S. Billboard Hot Digital Songs          | 18      |
| "The Day That Never Comes" | UK Singles Chart                          | 19      |
| "The Day That Never Comes" | Australian ARIA Top 50 Singles Chart      | 18      |
| "My Apocalypse"            | U.S. Billboard Hot 100                    | 67      |
| "My Apocalypse"            | U.S. Billboard Hot Mainstream Rock Tracks | 38      |
| "My Apocalypse"            | U.S. Billboard Hot Digital Songs          | 30      |
| "My Apocalypse"            | Australian ARIA Top 50 Singles Chart      | 38      |
| "My Apocalypse"            | UK Singles Chart                          | 51      |
| "Cyanide"                  | U.S. Billboard Hot 100                    | 50      |

## Certificações
| País           | Posição | Certificação                                       | Vendas    |
| -------------- | ------- | -------------------------------------------------- | --------- |
| Alemanha       | 1       | 2× Platina - Bundesverband Musikindustrie          | 400.000   |
| Argentina      | 1       | Platina - CAPIF                                    | 40.000    |
| Austrália      | 1       | 2× Platina - ARIA                                  | 140.000   |
| Áustria        | 1       |                                                    |           |
| Bélgica        | 1       | Platina - Ultratop                                 | 30.000    |
| Brasil         | 4       | Ouro - ABPD                                        | 50.000    |
| Canadá         | 1       | 4× Platina - Billboard                             | 320.000   |
| Colômbia       | 1       | Platina - ASINCOL                                  | 10.000    |
| Croácia        | 1       |                                                    |           |
| Chéquia        | 1       |                                                    |           |
| Dinamarca      | 1       | 2× Platina - IFPI Dinamarca                        | 60.000    |
| Espanha        | 2       |                                                    |           |
| Estados Unidos | 1       | 2× Platina - Billboard 200                         | 2.000.000 |
| União Europeia | 1       | Platina - IFPI                                     | 1.000.000 |
| Finlândia      | 1       | 3× Platina - IFPI Finlândia                        | 79.415    |
| França         | 1       | Ouro - SNEP/IFOP                                   | 75.000    |
| Grécia         | 1       | Platina - IFPI Grécia                              | 15.000    |
| Hungria        | 2       |                                                    |           |
| Irlanda        | 1       | Platina - IRMA                                     | 15.000    |
| Itália         | 1       |                                                    |           |
| Japão          | 3       | Ouro - Oricon                                      | 100.000   |
| México         | 1       | Platina - AMPROFON                                 | 80.000    |
| Noruega        | 1       |                                                    |           |
| Nova Zelândia  | 1       | Platina - RIANZ[carece de fontes?]                 | 15.000    |
| Países Baixos  | 1       |                                                    |           |
| Polónia        | 1       | 2× Platina - ZPAV                                  | 40.000    |
| Portugal       | 1       | Platina - AFP                                      | 20.000+   |
| Reino Unido    | 1       | Platina - OCC                                      | 300.000+  |
| Suécia         | 1       | 2× Platina - IFPI Suécia [carece de fontes?]       | 80.000+   |
| Suíça          | 1       | Platina - Media Control Europe [carece de fontes?] | 30.000    |
| Turquia        |         | Ouro - IFPI Turquia [carece de fontes?]            | 50.000    |